# 普盧索鎮區
普盧索鎮區為緬甸克耶邦代莫索縣的鎮區。2014年人口29,374人，區域面積1,650.9平方公里。該鎮區轄下116個村莊。普盧索為該鎮區首府。